# La Voix humaine
La Voix humaine (Nederlands: De menselijke stem) is een toneelstuk uit 1930 geschreven door Jean Cocteau. Het ging in 1930 in première in de Comédie-Française in Parijs vertolkt door Berthe Bovy.

## Plot
Het is een monoloog, die zich afspeelt in Parijs. Een vrouw van middelbare leeftijd heeft haar ex aan de telefoon, met wie ze vijf jaar lang een relatie heeft gehad. Hij zal de volgende dag gaan trouwen met een andere vrouw, wat de hoofdpersoon tot wanhoop drijft. De monoloog laat de mentale aftakeling van de vrouw zien. Aan het eind pleegt ze zelfmoord.
Cocteau schreef het stuk in 1928. Twee jaar later ging het in première. Cocteau wou, vanwege kritiek op zijn mechanische effecten, het stuk terugbrengen tot de eenvoudigste vorm. Het stuk speelt zich af in een ruimte, met een personage en een telefoon. De telefoon valt regelmatig uit tijdens de monoloog, wat de anonieme vrouw (in de Franse versie wordt ze 'Elle' genoemd) nog meer tot wanhoop drijft. Doordat Cocteau een monoloog schreef zonder pauzes, heeft het geen duidelijke structuur. Cocteau zei dat de structuur herkend kon worden door de houdingen van de vrouw.

## Opvoeringen
- Bij de première in de Comédie-Française in Parijs werd de vrouw vertolkt door Berthe Bovy.
- In 1948 heeft Roberto Rossellini de film 'L'amore' geregisseerd. Een deel van de film was gebaseerd op Cocteau's stuk. De vrouw werd vertolkt door Anna Magnani.
- In 1959 heeft Francis Poulenc een opera gebaseerd op het toneelstuk.
- ABC Stage 67 heeft in 1967 het toneelstuk opgevoerd, met Ingrid Bergman als de vrouw. Deze versie is ook opgenomen.
- In 1998 heeft de BBC een radioproductie gemaakt, met Robin Rimbaud.
- Halina Reijn speelde het in 2009 als solovoorstelling, geproduceerd door Toneelgroep Amsterdam en geregisseerd door Ivo van Hove. Reijn kreeg er in Polen een prijs voor tijdens het internationaal theaterfestival Kontakt in Toruń (juni 2009).
- Mezzosopraan Ekaterina Levental en ontwerper/regisseur Chris Koolmees maken bij hun uitvoering gebruik van de computer en het beeldscherm.
- In 2020 kwam de film The Human Voice uit, een bewerking van het stuk, geschreven en geregisseerd door Pedro Almodóvar. In de film wordt de vrouw vertolkt door Tilda Swinton.
- In 2022 liep in het Harold Pinter Theater in London een toneelproductie met Ruth Wilson in de hoofdrol, met een minimalistisch decorontwerp van Jan Versweyveld en geregisseerd door Ivo van Hove.